# 2079
Cette page concerne l'année 2079  du calendrier grégorien.
L'année 2079 est une année commune qui commence un dimanche.
C'est la 2079e année de notre ère, la 79e année du IIIe millénaire et du XXIe siècle et la 10e année de la décennie 2070-2079.

## Autres calendriers
- Calendrier berbère : 3028 / 3029
- Calendrier hébraïque : 5839 / 5840
- Calendrier indien : 2000 / 2001
- Calendrier musulman : 1499 / 1500
- Calendrier persan : 1457 / 1458

## Événements
- 6 juin :Pour les applications utilisant un epoch du 1 janvier 1900, les dates peuvent ne plus être bonnes pour les applications 16 et 32 bits (évènement Y2K79).
- 1er mai : Éclipse solaire totale (en) en Nouvelle-Écosse au Canada.
- 11 août : Mercure occultera Mars pour la première fois depuis 578.[réf. souhaitée]
- 24 octobre : 2000 ans seront écoulés depuis la destruction de Pompéi par l'éruption du Vésuve en octobre 79.

## Fiction
- L'action du jeu vidéo Ghost Chaser Densei se déroule en 2079.
- Le film Lock Out se passe en 2079.